# Колдер, Кэтрин
Кэтрин Колдер (англ. Katherine Calder; род. 10 сентября 1980, Канберра) — бывшая новозеландская лыжница, участница Олимпийских игр в Ванкувере.

## Карьера
В Кубке мира Колдер дебютировала в декабре 2000 года, всего стартовала в 15-х гонках в рамках Кубка мира, лучший результат 41-е место в спринте. Трижды одерживала победы в общем итоговом зачёте Австрало-новозеландского Кубка, в сезонах 2004/05, 2007/08 и 2009/10.
На Олимпиаде-2010 в Ванкувере была заявлена в трёх гонках: 10 км коньком — 62-е место, дуатлон 7,5+7,5 км — не стартовала, спринт — 47-е место.
За свою карьеру принимала участие в четырёх чемпионатах мира, лучший результат 42-е место в масс-старте на 30 км на чемпионате мира 2009 года в Либереце.
Завершила спортивную карьеру по окончании сезона 2009/10.
Использовала лыжи производства фирмы Rossignol, ботинки и крепления Salomon.